# Urtica rupestris
Urtica rupestris ist eine Art aus der Gattung der Brennnesseln (Urtica). Sie trägt im italienischen den Trivialnamen „Ortica rupestre“, was im deutschen als „Felsen-Brennnessel“ übersetzt werden kann. Sie kommt nur auf Sizilien vor.

## Beschreibung
Urtica rupestris wächst als ausdauernde Pflanze und erreicht Wuchshöhen von 30 bis 100 cm. Der verzweigte, teilweise gewundene Stängel ist am Grund verholzt, zylindrisch weißlich und wie die Blattstiele unbehaart und mit wenigen Brennhaaren besetzt. Die gegenständig am Stängel angeordneten Laubblätter sind in Blattstiel und Blattspreite gegliedert. Der dünne Blattstiel weist eine Länge von 1,5 bis 4,5 cm auf. Die einfache, kahle oder spärlich behaarte, oberseits dunkelgrüne, glänzende Blattspreite ist eiförmig mit einer Länge von 1,5 bis 10 cm und einer Breite von 1 bis 6 cm. Der Spreitengrund ist gestutzt bis keilförmig, die Spreitenspitze zugespitzt. Der Blattrand besitzt breite, stumpfe Zähne. Die länglichen Zystolithen befinden sich vor allem auf der Spreitenunterseite. Die vier freien, hinfälligen Nebenblätter sind lanzettlich und kürzer als der Blattstiel.
Urtica rupestris ist meist zweihäusig getrenntgeschlechtig (diözisch). Die je Knoten paarweise angeordneten achselständigen, sehr selten kurz verzweigten, aufrecht-abstehenden traubigen männlichen Blütenstände erreichen eine Länge von 2 bis 8 cm. Die Blütenstandsachse ist ringsum von grünlichen Blüten umgeben und nicht von Brennhaaren besetzt. Die in der Fruchtreife abstehenden bis hängenden, ebenfalls traubigen weiblichen Blütenstände sind nur bis zu 2 cm lang und damit kürzer als die männlichen. Die eiförmigen Achänen sind 1 bis 1,25 mm lang.
Die Blütezeit reicht von April bis Juni.
Die Chromosomenzahl beträgt 2n = etwa 26.

## Vorkommen
Urtica rupestris ist ein Endemit des südöstlichen Siziliens und kommt als Tertiärrelikt vor allem in den Hybläischen Bergen vor. Sie siedelt in Spalten beschatteter Felsen auf Kalk- und Vulkangestein in Höhenlagen zwischen 0 und 600 Metern.

## Taxonomie
Die Erstbeschreibung von Urtica rupestris erfolgte 1821 durch Giovanni Gussone. Sie gehört zur Untergattung Dendrourtica Chrtek.